# Andreea Păstârnac
Andreea Păstârnac (ur. 24 września 1967 w Braszowie) – rumuńska filolog, dyplomata i nauczycielka akademicka, ambasador Rumunii na Cyprze, w Izraelu i w Belgii, w latach 2017–2018 minister ds. diaspory.

## Życiorys
W latach 1986–1990 studiowała filologię rumuńską i francuską na Uniwersytecie Bukareszteńskim, a w latach 1994–1995 filologię i literaturę hebrajską oraz stosunki międzynarodowe na Uniwersytecie Hebrajskim w Jerozolimie. Kształciła się także w akademii dyplomatycznej rumuńskiego MSZ. Zajęła się pracą naukową, obroniła doktorat z hebraistyki. Była m.in. asystentką na macierzystej uczelni i profesorem wizytującym na Uniwersytecie Telawiwskim. W 1993 rozpoczęła służbę w rumuńskiej dyplomacji. Od 1995 do 2001 pozostawała attaché kulturalnym w ambasadzie w Izraelu, od 2004 do 2006 kierowała departamentem Bliskiego Wschodu i Afryki w MSZ. Zajmowała stanowisko ambasadora Rumunii na Cyprze (2006–2011) i w Izraelu (2013–2017). Była także koordynatorką w państwowej komisji zajmującej się badaniami nad Holokaustem w Rumunii, której przewodniczył Elie Wiesel.
Związała się z Partią Socjaldemokratyczną. 4 stycznia 2017 powołana na stanowisko ministra ds. diaspory w rządzie Sorina Grindeanu, zachowała je także w gabinecie Mihaia Tudosego. Zakończyła pełnienie tej funkcji w styczniu 2018. Następnie od stycznia do lutego 2018 pozostawała sekretarzem stanu w ministerstwie spraw zagranicznych, później była doradczynią Vioriki Dăncili. W lipcu 2019 otrzymała nominację na ambasadora Rumunii w Belgii.